# Scellus paramonovi
Scellus paramonovi är en tvåvingeart som beskrevs av Stackelberg 1926. Scellus paramonovi ingår i släktet Scellus och familjen styltflugor. Inga underarter finns listade i Catalogue of Life.